# Antonio Priuli

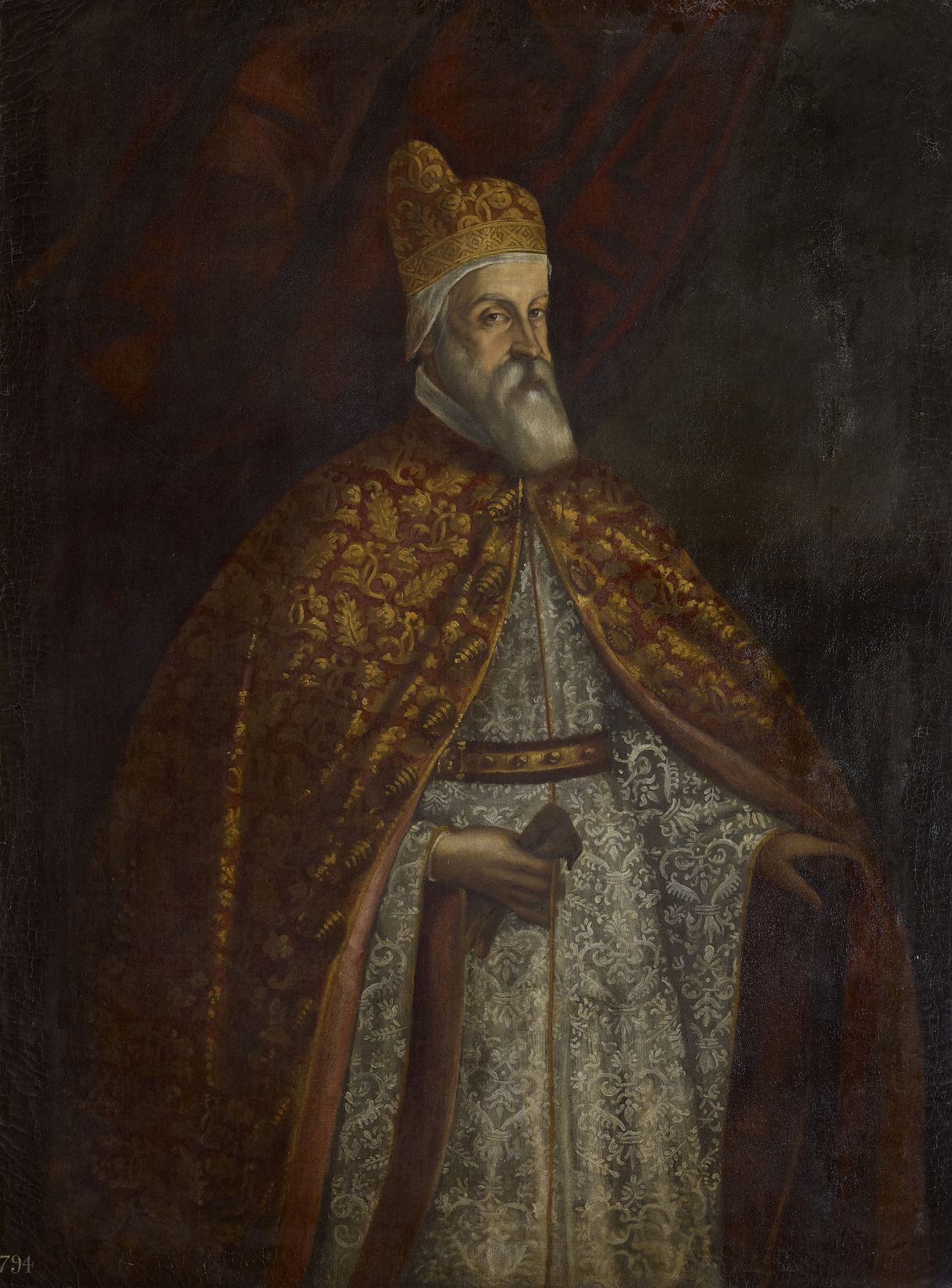
Odoardo Fialetti (1573–1637/1638) zugeschrieben: Porträt des Dogen, Öl auf Leinwand, 165,2 mal 125,1 cm, Royal Collection

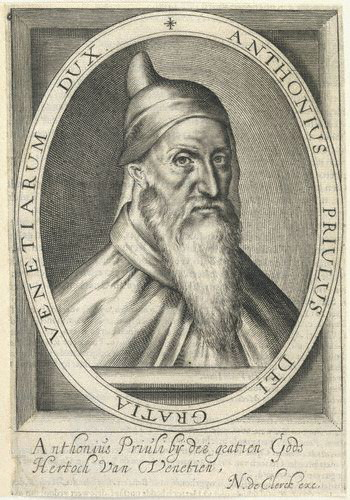
N. N.: „Anthonius Priulus Dei Gratia Veneciarum Dux“, Stich, 18,3 mal 12,5 cm, ca. 1618–1623, gedruckt von Nicolas de Clerck

Antonio Priuli (* 10. Mai 1548 in Venedig; † 12. August 1623 ebenda) war, folgt man der staatlich gesteuerten Geschichtsschreibung der Republik Venedig, ihr 94. Doge. Er war von seiner Wahl am 17. Mai 1618 bis zu seinem Tod über fünf Jahre im Amt.
Erst bei seiner fünften Kandidatur zu diesem höchsten Staatsamt war Antonio Priuli erfolgreich. Zuvor hatte er rund ein halbes Jahrhundert lang zahlreiche Ämter inne, in die er gewählt worden war. Er wurde 1601 Sonderbotschafter in Frankreich, 1603 Prokurator von San Marco. Damit gelangte er in das zweithöchste Amt nach dem des Dogen, wie üblich auf Lebenszeit, was unter den zahlreichen Ämtern in Venedig eine äußerst seltene Ausnahme darstellte. Schließlich übernahm er einmalig einen militärischen Posten, als er für die Terraferma zuständig wurde, das venezianische Gebiet in Oberitalien.
Auch spielte er bei den Verhandlungen mit den österreichischen Habsburgern um die Beendigung des Uskokenkrieges eine wesentliche Rolle. Seine Regierungszeit stand, wie die seiner Vorgänger, im Zeichen von Spannungen mit den spanischen Habsburgern und den Päpsten. Bedingt durch die Verflechtung seiner Familienpolitik mit der der Kurie galt er als Anhänger des Papstes, als papalista. Doch diese Verbindung wurde zerstört, als sich der Papst über venezianische Gesetze hingwegsetzte und Matteo, der Sohn des Dogen, auf sein hohes Kirchenamt verzichten musste.

## Familie, Heiratspolitik, Besitz

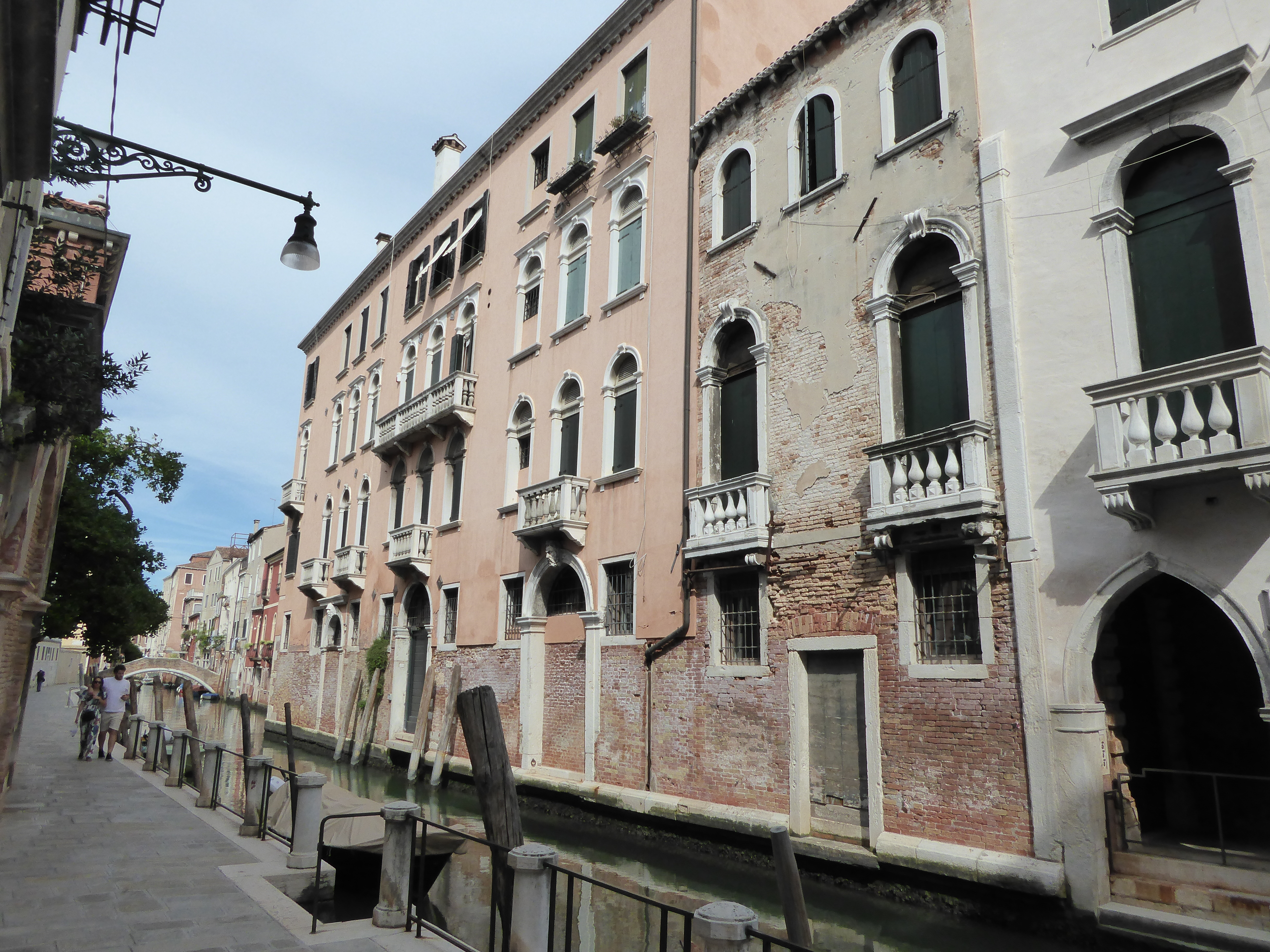
Der Palazzo Priuli Scarpon war zwar die Residenz der Priuli, doch erfolgte die Wiederherstellung des Gebäudes, die nach einem Brand im Jahr 1739 notwendig wurde, unter starken Vereinfachungen, sodass das Bauwerk als architektonisch unbedeutend gilt

Die Priuli gehörten zu den neuen Familien, sie sind seit 1297 in Venedig beurkundet und hatten als Getreidehändler, Landbesitzer und Pferdezüchter ein großes Vermögen erworben. Sie zählten zwar einst zu den reichsten Familien der Republik, hatten sich aber inzwischen bei den Banken verschulden müssen, um ihren sozialen Status aufrechtzuerhalten. Die Priuli stellten insgesamt drei Dogen, neben Antonio waren dies die Brüder Lorenzo und Gerolamo in der Mitte des 16. Jahrhunderts gewesen.
Antonio war der zweitgeborene Sohn des Girolamo Priuli und der Elisabetta Cappello. Sein Vater war Sohn des Prokuratoren von San Marco Antonio Priuli; er gehörte zur Linie (ramo) der Scarponi di S. Felice. Der Vater wie der Großvater saßen seit den 1570er, bzw. den 1550er Jahren in wichtigen Ämtern, in die sie regelmäßig gewählt wurden. Seine Mutter war Tochter des Michele Cappello, der zur Linie von San Polo gehörte.
Seitdem der Onkel, Antonio Priuli, 1551 die von ihm geführte Bank hatte schließen müssen, war das Vermögen der Familie bei weitem nicht mehr so groß, wie zuvor. Die Häuser und der Grundbesitz, die Girolamo Priuli anlässlich der Decima von 1582 gegenüber den Behörden erklärte, sicherten ihr ein Jahreseinkommen, das auf 1.259 Dukaten geschätzt wurde. Angesichts des anspruchsvollen Lebensstils, den die Familie sich zu führen verpflichtet sah, und der aufwändigen öffentlichen Ämter, in die die Männer der Familie häufig gewählt wurden, handelte es sich um ein begrenztes Vermögen. Zudem hingen die Einkünfte von kirchlichen Benefizien ab, die die Priuli genossen. Ein Onkel Antonios, Matteo (1528–1595), war von 1565 bis 1579 Bischof von Vicenza. In diesem Amt folgte ihm 1579 bis 1603 Antonios älterer Bruder Michele (1547–1603).
Antonio Priuli heiratete 1580 Elena Barbarigo († 12. November 1614), Tochter des Admirals Agostino Barbarigo, der in der Seeschlacht von Lepanto 1571 gegen die Osmanen gefallen war. Auch aus der Familie Elenas waren zwei Dogen hervorgegangen. Das Paar hatte sechs Söhne, darunter Marcantonio, Matteo, der Abt des Klosters Vangadizza in Legnago wurde, ein Michele, der jung starb. Agostino wurde Bischof von Bergamo (1627–1632). Ein anderer Sohn namens Michele heiratete Elena Pesaro, während Girolamo 1618 Franceschina Dolfin heiratete. Sie erhielt eine gewaltige Mitgift im Umfang von 200.000 bis 300.000 Dukaten. Von den acht Töchtern wurden sieben Nonnen. Nur Andriana heiratete, nämlich Francesco Corner, der der Linie von S. Polo angehörte, und der 1656 zum Dogen gewählt wurde.

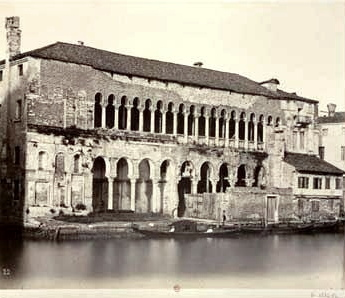
Der Fontego dei Turchi, Carlo Naya, fotografiert vor 1870

Die Residenz der Priuli war der Palazzo bei S. Felice (Palazzo Priuli Scarpon), den die Familie im Sestiere Cannaregio besaß. Doch erwarb sie von Kardinal Pietro Aldobrandini für 24.000 Dukaten den Palast der Herzöge von Ferrara. Priuli verpachtete das Gebäude 1621 an osmanische Händler, die es als Warenlager und Wohngebäude (Fontego bzw. Fondaco) nutzten (Fontego dei Turchi). Auch besaß Antonio Priuli ein Holzhandelsunternehmen mit einem Kapital von 4.000 Dukaten und ein Anwesen im Polesine.
Angesichts der zahllosen Ämter, die Priuli im Namen der Republik im Laufe von Jahrzehnten übernahm, lag die Vermutung nahe, dass die Schulden im Umfang von 80.000 Dukaten auf die Kosten, die diese Ämter verursachten, zurückgingen. Doch der überwiegende Teil der Schulden entstand durch Kontrakte, die der Beförderung der Karriere seines Erstgeborenen dienten.

## Leben
Über die Ausbildung Antonio Priulis ist wenig bekannt, offenbar hat er nicht studiert. Allerdings muss ihm eine gute Grundbildung zuteilgeworden sein.

### Ämterlaufbahn (ab Ende der 1560er Jahre)
Seine Ämterlaufbahn begann während des Krieges mit den Osmanen um Zypern in den Jahren 1570 bis 1571. Priuli war venturiere, er führte also auf eigene Kosten bewaffnete Männer, auch kommandierte er bei zwei Gelegenheiten eine Galeere. 1573 wurde er Provveditore von Peschiera am Gardasee.
Anlässlich seiner Wahl zum Dogen im Jahr 1618 versuchte der Panegyriker Arsenio Miero einen Eindruck von den Leistungen Priulis zu geben. Er habe mittels öffentlicher Register zeigen können, dass sich Priuli seit 1573 in 65 Ämtern bewährt habe. Bis zu seinem 50. Lebensjahr saß er regelmäßig im Senat, dann war er Provveditore alle pompe (ausgerechnet er sollte Regularien finden, um die übertriebenen Repräsentationskosten und die Kosten der Heiratspolitik einzudämmen, die viele Familien zu ruinieren drohten), dann war er Provveditore sopra banchi, alla sanità, dann Provveditore ai Dieci savi alle decime, alle biade, sopra atti. Damit war er also an so disparaten Entscheiderstellen tätig, wie den Banken, der Krankheitsbekämpfung (vornehmlich der Pest), den Staatseinnahmen, der Getreideversorgung oder der Gesetzgebung.
Doch 1597 stieg er zum Savio grande auf, was seiner Karriere nützlich war. Bald wurde er zum Capitano von Padua im Jahr 1599 gewählt, wurde von 1600 bis 1605 jeweils für die erste Jahreshälfte zum Savio del Consiglio gewählt, dann füllte er dieses Amt erneut weitere zehn Mal in den Jahren 1606 bis 1618 aus.

#### Sonderbotschafter in Frankreich (1601), Prokurator von San Marco (1603)

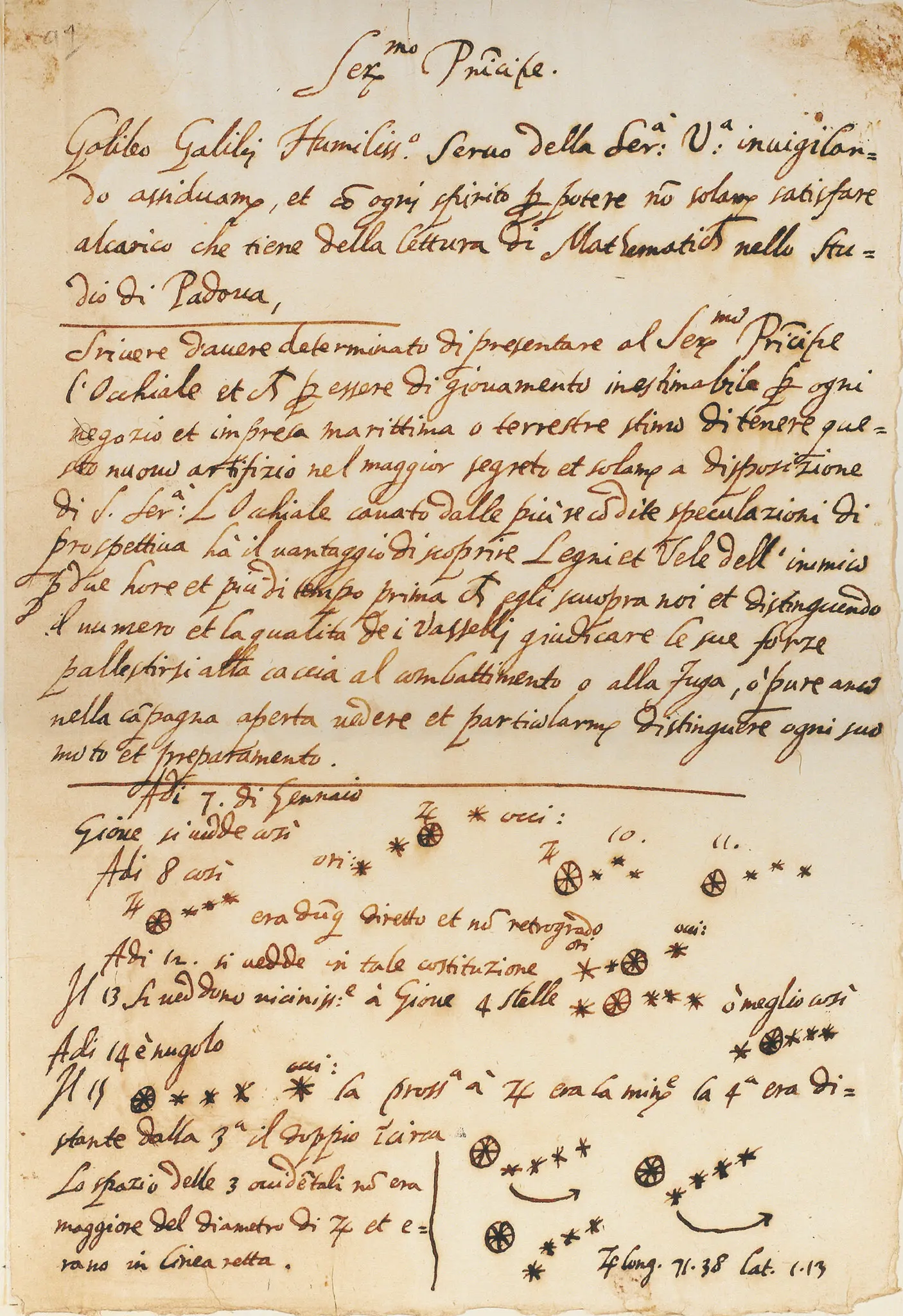
Das Galilei-Manuskript von 1609, das erst 2022 als Fälschung entlarvt wurde

1601 wurde er vom Senat zum Sonderbotschafter in Frankreich gewählt, neben Giovanni Dolfin. Die beiden Männer sollten Heinrich IV. zu seiner Heirat mit Maria de’ Medici gratulieren. Bei dieser Gelegenheit wurde Priuli zum Ritter geschlagen.
1602 wurde Priuli zum ersten Mal zum Riformatore dello Studio gewählt, ein Amt, das er auch 1608, 1612, 1615 und 1617 übernahm, und das ihm erhebliches Prestige verlieh. In dieser Funktion wurde er in Bertolt Brechts Leben des Galilei erwähnt. 1603 wurde er schließlich Prokurator von San Marco, womit er im Umkreis potentieller Kandidaten für das Dogenamt angekommen war.
Seine persönliche Haltung zu Männern wie Galileo Galilei lässt sich nicht mehr feststellen. Doch es fällt auf, dass er bei allen Entscheidungen zugunsten des bedeutenden Naturwissenschaftlers mit abgestimmt hatte. Dies galt für die Erhöhung seines Salärs im Jahr 1603, die Mitteilung nach Venedig, dass das Inquisitionsverfahren, das 1604 in Padua gegen Galilei eingeleitet werden sollte, woraufhin der Senat das Verfahren gegen Galilei und Cesare Cremonini blockierte. Besonders aber gilt dies für die Entscheidung des Senats vom August 1609, Galilei für die offizielle Präsentation seines Fernglases auszuzeichnen. Erst als Galilei 1610 nach Florenz ging, ließ die Förderung durch Priuli wohl nach.

#### Kandidat bei Dogenwahlen (1606, 1612, 1615), oberster Befehlshaber auf der Terraferma (1613–1614)
Nach dem Tod des Dogen Marino Grimani war Priuli im Januar 1606 einer der wichtigsten Gegner des letztlich erfolgreichen Leonardo Donà. Er bahnte ihm sogar den Weg, indem er selbst ihn wählte. Als Donà 1612 starb, erwies sich, obwohl er Herkunft und Autorität vorweisen konnte, die große Zahl seiner Kinder als Nachteil, vor allem aber, dass einer der Söhne Kleriker war. So wurde in diesem Klima der heftigen Auseinandersetzungen mit den Päpsten und den Habsburgern Marcantonio Memmo gewählt. 1615 kandidierte er zum dritten Mal um das Amt des Dogen, doch diesmal gewann Giovanni Bembo die Wahl.
Sein fortgeschrittenes Alter machte ihn wenig geeignet für militärische Aufgaben, doch 1613 bis 1614 musste er als Provveditore generale in Terraferma im ersten Mantuanischen Erbfolgekrieg, mit Unterstützung des Segretario ducale Roberto Lio das venezianische Gebiet in Oberitalien schützen. Nach Maßnahmen gegen einen jüdischen Geldverleiher aus Asola namens Joseph Levi förderte er die Einrichtung eines lokalen Monte di Pietà, der es ermöglichte, zinsgünstige Kredite zu vergeben.

#### Uskokenkrieg (1616–1617), Verhandlungen mit den Habsburgern
Im Mai 1616, als die Feindseligkeiten mit Erzherzog Ferdinand von Habsburg, dem späteren Kaiser Ferdinand II. im Krieg von Gradisca, auch Friauler Krieg genannt, begannen, wurde Priuli zum Provveditore generale delle armi in terraferma et Istria gewählt. Dabei war das Provveditorenamt in erster Linie ein politisches, denn das Militärkommando wurde dem Condottiere Pompeo Giustiniani übertragen. Kaum hatte sich Antonio Priuli militärische Qualifikationen erworben, wurde er krank. Daher musste er im Herbst bereits sein Lager bei Mariano del Friuli verlassen. Im Januar 1617 wurde ihm gestattet, nach Venedig zurückzukehren – sein Provveditorenamt übernahm Antonio Lando.
Nachdem im Frieden von Madrid die auch als Uskokenkrieg bezeichneten Kämpfe im September 1617 beendet worden waren, kam es zu Verhandlungen mit den Habsburgern. Um die Frage der Uskoken von Senj, die die Habsburger zwangsweise umsiedeln sollten, verhandelte Priuli ab März 1618 mit den Kommissaren Karl von Harrach und Johann Jacob von Edling. Dazu begab er sich auf die Insel Veglia (Krk).

### Das Dogenamt

#### Wahl zum Dogen beim fünften Anlauf (1618), feierlicher Einzug, Scheitern dynastischer Politik
Noch bei der Dogenwahl vom März bis April 1618 war Priuli zum vierten Mal unterlegen, diesmal Nicolò Donà. Doch war dieser bereits nach einem Monat im Amt gestorben. Während die Verhandlungen auf der Insel Veglia schon weit vorangeschritten waren, erreichte Antonio Priuli am 18. Mai die Nachricht von seiner Wahl zum Dogen. Niccolò Contarini ersetzte ihn sogleich in seinem bisherigen Amt.
Priuli zog feierlich in Venedig ein. Bei seiner Amtseinsetzung verteilte er mehr als 3.000 Dukaten.

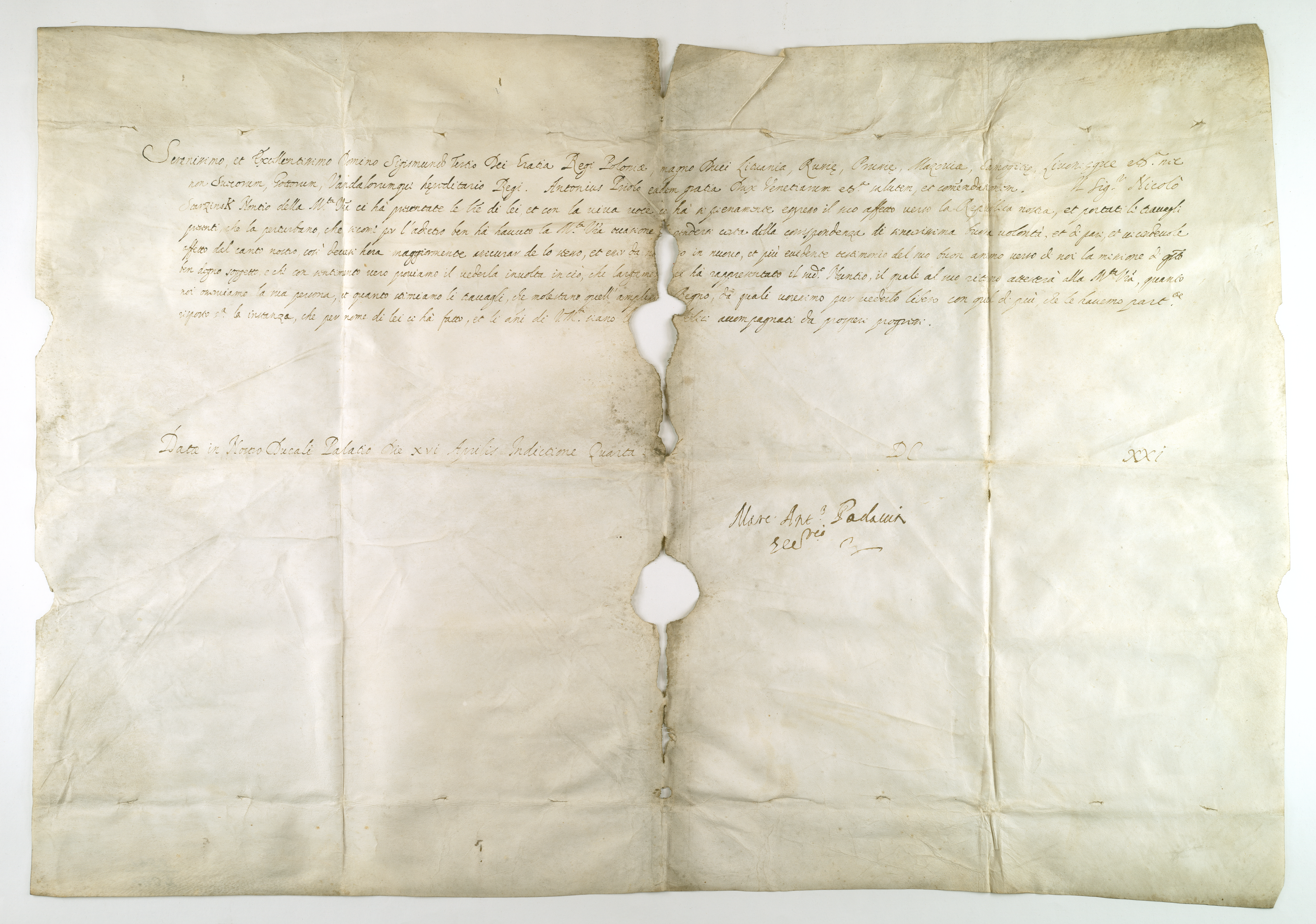
Schreiben des Dogen an Sigismund III. Wasa, den König von Polen und Titularkönig von Schweden vom 16. April 1621, Staatsarchiv Warschau

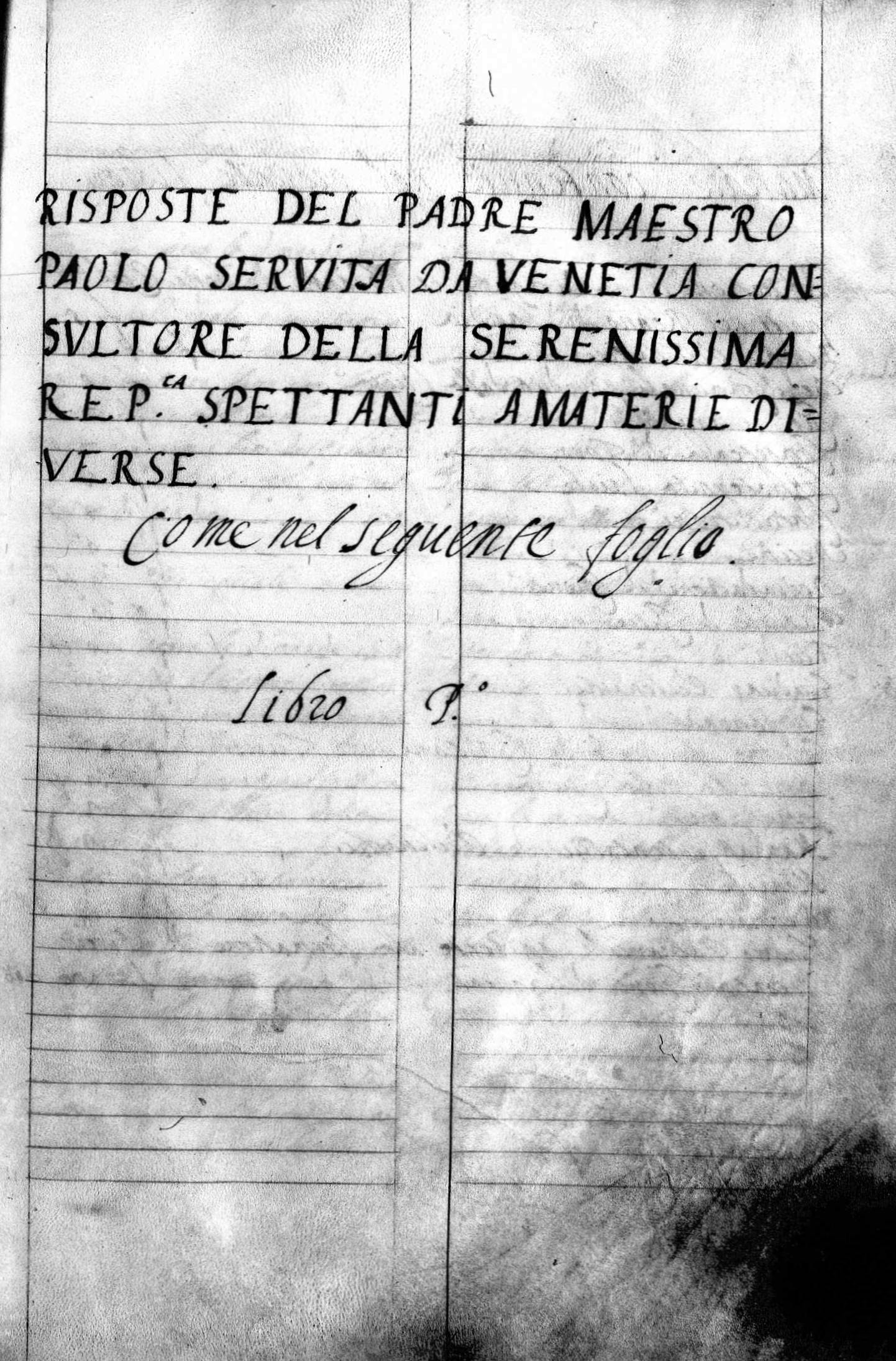
Handschrift Paolo Sarpis, Biblioteca Nazionale Braidense, Mailand

Nach seiner Wahl zeigte sich Antonio Priuli dem venezianischen Volk gegenüber sehr großzügig, was ihm zwar Sympathien einbrachte, seine Vermögenslage jedoch noch mehr belastete. Da es ihm gelang, seinen Sohn Girolamo mit einer reichen Erbin aus dem Hause Dolfin zu verheiraten, festigten sich die finanziellen Verhältnisse der Familie wieder, doch starb seine Nachkommenschaft in der Enkelgeneration aus. Zwei weitere Söhne waren Priester, nämlich Matteo (1577–1624) und Agostino (* 1596), der von 1627 bis zu seinem Tod im Jahr 1632 Bischof von Bergamo war.

#### Streit mit Gegnern des päpstlich-spanischen Einflusses, Staatsaffäre um seinen Sohn Matteo
Die giovani unter den Patriziern, die sich gegen den spanischen und den päpstlichen Einfluss wehrten, gerieten durch die ersten Erfolge der katholischen Staaten gegen die protestantischen zu Anfang des Dreißigjährigen Krieges in Bedrängnis. In diese Zeit der Verschwörungen, etwa durch den spanischen Botschafter, den Marquis von Bedmar, der auch Antonio Foscarini zum Opfer fiel, der 1622 hingerichtet wurde, kam es zum Streit um die Übertragung des Bistums Brescia an Kardinal Matteo Priuli, den Sohn des Dogen. Dabei setzte sich Papst Gregor XV. über die venezianischen Gesetze hinweg. Trotz der eifrigen Verteidigung des Kardinals durch seinen Vater, den Dogen, musste er schließlich auf das Kirchenamt verzichten.
Antonio Priuli hatte sich vor dem Rat der Zehn wegen der Affäre um die Kardinalswahl seines Sohnes zu verantworten. Der venezianische Gesandte in Rom, Renier Zen, hatte den Dogensohn beschuldigt, an einer gegen Venedig gerichteten Verschwörung mit dem Papst beteiligt zu sein. Zudem galt Priuli seit langem als papalista, zumal er sich durch Verwandtschaft an entsprechende Gruppen gebunden hatte, und eben weil er zwei Söhne als Kleriker gefördert hatte.

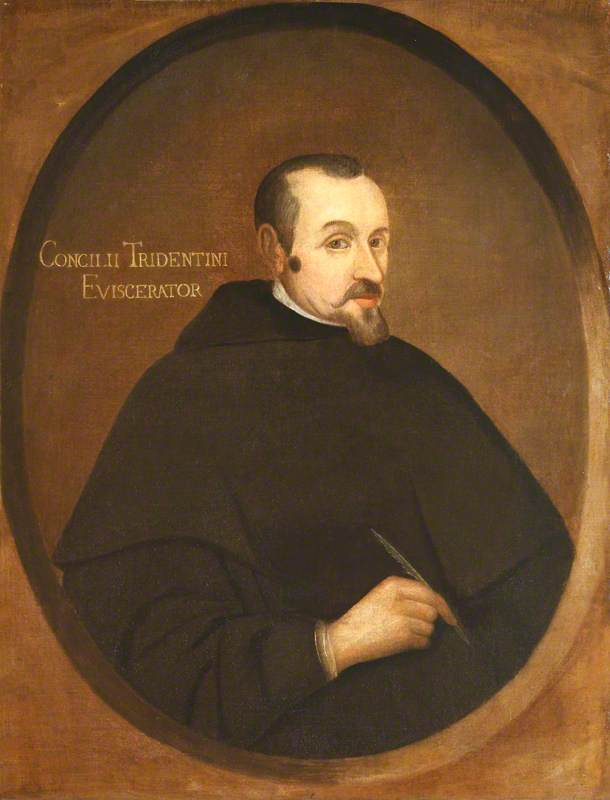
Anonymus der italienischen Schule: Porträt Sarpis: „Concilii Tridentini / Eviscerator“, Öl auf Leinwand, 91,5 mal 71,2 cm, um 1600, National Trust; weitere Versionen u. a. in der Bodleian Library, dort explizit mit „Paulus Sarpius Venetus /“ vorangestellt, s. u.

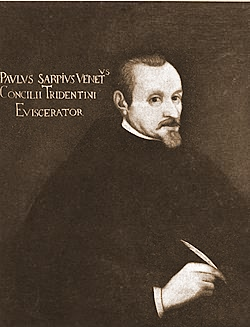
Version der Bodleian Library, Oxford

Dieser prinzipielle Gegensatz zu den giovani, insbesondere zu Paolo Sarpi, hatte seine Ursache nicht nur darin, dass Sarpi den Einfluss Roms zurückzudrängen suchte, während Priuli im Rahmen seiner Familienpolitik davon profitierte. Er verschärfte sich vielmehr dadurch, das Sarpi weder auf Druck noch auf Bitten Priulis reagierte, auch nicht nach der Dogenwahl. Dies erzeugte eine ausgesprochene Feindseligkeit zwischen den Protagonisten. Zudem brachte diese Auseinandersetzung den Naturwissenschaftler, der mit Galileo Galilei befreundet war, vor allem aber den Theologen, in Lebensgefahr, wie drei Attentate erweisen.

#### Tod, Testament
Antonio Priuli starb am 12. August 1623 nach der Rückkehr von einer Reise am Brenta. Er wurde in San Lorenzo beigesetzt. In seinem Testament hatte er verfügt, dass sein Körper weder einbalsamiert, noch Teil einer Prozession sein sollte, sondern, dass eine Stuckfigur diese Rolle im Zeremoniell übernehmen sollte.

## Bilder
- Leandro dal Ponte: Doppelporträt des Dogen Antonio Priuli mit einem unbekannten Prokurator. Gallerie dell’Accademia, Venedig. Ausgestellt im Palazzo Correr in Venedig
- Odoardo Fialetti (1573–1638) zugeschriebenes Porträt des Dogen, heute in der Royal Collection (s. o.)